# Leslie Copeland
Leslie Copeland (ur. 23 kwietnia 1988 w Tavua) – fidżyjski lekkoatleta specjalizujący się w rzucie oszczepem, olimpijczyk.
W roku 2005 odpadł w eliminacjach podczas mistrzostw świata juniorów młodszych. Rok później, ustanawiając wynikiem 73,17 rekord Fidżi juniorów, zajął siódmą lokatę na mistrzostwach świata juniorów. Nie udało mu się wywalczyć awansu do finału na uniwersjadzie w 2007 roku. Złoty medalista mistrzostw Oceanii z Cairns (2010). Reprezentował swój kraj na igrzyskach w Londynie. W 2013 ponownie zwyciężył w mistrzostwach Oceanii. Dziesiąty zawodnik igrzysk Wspólnoty Narodów w Glasgow (2014).
Rekord życiowy: 81,76 (3 kwietnia 2016, Sydney) – rezultat ten jest aktualnym rekordem Fidżi.

## Osiągnięcia
| Rok  | Impreza                               | Miejsce        | Lokata            | Wynik |
| ---- | ------------------------------------- | -------------- | ----------------- | ----- |
| 2005 | Mistrzostwa świata juniorów młodszych | Marrakesz      | el. – 22. miejsce | 60,51 |
| 2006 | Mistrzostwa świata juniorów           | Pekin          | 7. miejsce        | 73,17 |
| 2006 | Mistrzostwa Oceanii                   | Apia           | 1. miejsce        | 67,28 |
| 2007 | Uniwersjada                           | Bangkok        | el. – 20. miejsce | 62,57 |
| 2008 | Mistrzostwa Oceanii                   | Saipan         | 1. miejsce        | 67,02 |
| 2010 | Mistrzostwa Oceanii                   | Cairns         | 1. miejsce        | 75,08 |
| 2011 | Uniwersjada                           | Shenzhen       | 6. miejsce        | 76,75 |
| 2011 | Mistrzostwa świata                    | Daegu          | el. – 22. miejsce | 76,57 |
| 2011 | Igrzyska Pacyfiku                     | Numea          | 1. miejsce        | 78,41 |
| 2012 | Igrzyska olimpijskie                  | Londyn         | el. – 13. miejsce | 80,19 |
| 2013 | Mistrzostwa Oceanii                   | Papeete        | 1. miejsce        | 76,87 |
| 2013 | Mistrzostwa świata                    | Moskwa         | el. – 32. miejsce | 72,30 |
| 2014 | Igrzyska Wspólnoty Narodów            | Glasgow        | 10. miejsce       | 68,50 |
| 2016 | Igrzyska olimpijskie                  | Rio de Janeiro | el. – 32. miejsce | 76,04 |